# 鈍腳目
鈍腳目（Amblypoda）是分類學上的假說，包含了已滅絕及草食性的一類哺乳動物。牠們被認為是原始有蹄類下的一類，並代表了一個多系群。

## 特徵
鈍腳目的動物是有短小及粗短的腳，腳上都有五趾。顱腔非常的細小，與接近最大的犀牛體型不能相比。這類動物事實上是細小有蹄類的後裔。
鈍腳目生存於古新世至始新世的北美洲、亞洲（尤其是蒙古）及歐洲。牠們的頰齒有短冠，結節與橫嵴差不多完全融合。一類的牙齒總數為44，而另一類則較少些。頸椎差不多是橫放的，肱骨末端沒有小孔，而大腿骨亦可能沒有第三粗隆部。前肢的腕骨上下部份幾乎沒有交替，但後肢距骨與骰骨重疊，而腓骨與脛骨不同，是與腕骨及跟骨互構的。

## 種類
最普遍的鈍腳目是冠齒獸，屬於冠齒獸科，生存於下始新世的歐洲及北美洲。牠有44顆牙齒，長的頭顱骨上沒有像角的東西，但大腿骨有第三粗隆部。犬齒較長，其後在顎骨上有細小的空隙，而頰齒適合吃多汁的食物。牠的體長可以達6呎。
於始新世中期的北美洲，出現了更為專門的尤因他獸，是屬於猶因他獸科。尤因他獸類是巨型的生物，有長而窄的頭顱骨，伸長的部位有3對骨角，可能有小角覆蓋，而最後的一對角亦是最大的。牠的上顎齒式是0.1.3.3，而下顎則是3.1.3-4.3。上犬齒就像是刀的武器，在下顎前部有凸緣保護。
在始新世的北美洲，鈍腳目的代表有極為原始、有五趾及細小的有蹄類，如圈獸及全棱獸。這兩類的鈍腳目都有標準的44顆牙齒，圈獸的上臼齒是呈丘狀齒及三結節齒，而全棱獸則估計是呈半月齒結構。牠們的骨骼上有肉齒目的特徵。

## 現時分類
很少學者支持鈍腳目作為現今的分類。以下的是曾被分類在鈍腳目的哺乳動物：
- 鱗甲目（Pholidota）：即穿山甲
- 全齒目（Pantodonta）
  - Wangliidae
  - 翼齒獸科（Harpyodidae）
  - 階齒獸科（Bemalambdidae）
  - Pastoralodontidae
  - Titanoideidae
  - 全蘭姆德獸科（Pantolambdidae）：包括全棱獸
  - 笨腳獸科（Barylambdidae）
  - Cyriacotheriidae
  - 全棱齒獸科（Pantolambdodontidae）
  - 冠齒獸科（Coryphodontidae）：包括冠齒獸

- 恐角目（Dinocerata）
  - 猶因他獸科（Uintatheriidae）：包括猶因他獸、始王獸等

- 踝節目（Condylarthra）
  - 豕齒獸科（Hyopsodontidae）
  - Mioclaenidae
  - 偽齒獸科（Phenacodontidae）
  - 褶邊獸科（Periptychidae）：包括圈獸
  - Peligrotheriidae
  - 第鬥獸科（Didolodontidae）